# 吉田孝吉
吉田 孝吉（よしだ たかよし、1907年5月5日 - 1982年6月17日）は、日本の銀行家。

## 経歴
岩手県出身。1929年に福島高等商業学校を卒業し、同年に盛岡銀行(のちの岩手銀行)に入行。
1948年に取締役に就任し、1950年11月に常務、1968年4月に専務を経て、1973年11月には頭取に就任。1977年12月に会長に就任。
1978年11月に勲四等旭日小綬章を受章。
1982年6月17日白血病のために死去。75歳没。